# Francis Bryan
Sir Francis Bryan (cerca de 1490 - 2 de fevereiro de 1550) foi um cortesão e diplomata inglês durante o reinado de Henrique VIII de Inglaterra. Ele foi diretor da Câmara Privada e Lorde Chefe da Justiça da Irlanda. Ao contrário de muitos dos seus contemporâneos, Bryan sempre teve o favor de Henrique, sendo que este mudava as suas opiniões para se conformar com as do rei. A sua falta de princípios, em levar a rainha Ana Bolena, sua prima, à queda final, mereceu-lhe o nome de "o Vigário do Inferno".
Bryan foi um ilustre diplomata, militar, navegador, homem de letras, e poeta. No entanto, ele tinha uma reputação ao longo da vida como um devasso, e foi um cúmplice nos assuntos extraconjugais do rei.